# الأوركسترا السيمفونية الوطنية اللبنانية
الأوركسترا السيمفونية الوطنية اللبنانية هي أوركسترا سيمفونية لبنانيّة تأسست عام 1999 ومنذ ذلك الحين يتولى المعهد الوطني اللبناني العالي للموسيقى (الكونسرفتوار اللبناني) الإشراف عليها وإدارة شؤونها الفنية والمالية والادارية. تحوّل اسمها في وقت لاحق إلى الأوركسترا الفلهارمونية اللبنانية.

## لمحة تاريخية
تأسّست الأوركسترا السيمفونية الوطنية اللبنانية في بيروت في أواخر عام 1999 بتوجيه من الدكتور وليد غلمية وإدارة المعهد الوطني اللبناني العالي للموسيقى، وبدأت الفرقة تُباشر نشاطها في مطلع يناير (كانون الثاني) عام 2000. وخلال سنوات قليلة، استطاعت الأوركسترا السيمفونية الوطنية اللبنانية أن تثبت نفسها وتُحقق نجاحاً كبيراً على المستوى المحلي والإقليمي، وتقيم حاليًا ما بين 25 إلى 30 حفلة موسيقية في الموسم الواحد في كنيسة جامعة القديس يوسف في بيروت وفي مدن أخرى، وتعزف خلال حفلاتها مقطوعات موسيقية عالمية متنوعة لعدد من أشهر ملحني الموسيقى الكلاسيكية العالميين مثل تشايكوفسكي وروسيني وبرامس وموتسارت وبيتهوفن وغيرهم.
ازداد عدد عازفي الفرقة بمرور الوقت ليتجاوز المائة عازف بعضهم من اللبنانيين وبعضهم من الأجانب، كما استضافت الأوركسترا عازفين منفردين معروفين مثل عازف الجيتار البولندي فلاديمير جرومولاك، وعازف الكمان الهولندي فيرتر فوسن، والتينور العالمي بلاثيدو دومينغو، والمؤلفة الموسيقية والسوبرانو هبة القواس، وعازف الجيتار الإسباني خوسيه ماريا جالاردو ديل ري، وعازف الكمان اللبناني زارع تشيرويان، وعازف البيانو البولندي راديفونوفيتش، وعازف البيانو الياباني أتسوكو سيتا. وفي أكتوبر (تشرين الأول) عام 2009 تغيّر اسم الأوركسترا السيمفونية الوطنية اللبنانية ليُصبح «الاوركسترا الفلهارمونية اللبنانية».

## قيادة الأوركسترا
تولى قيادة الأوركسترا السيمفونية الوطنية اللبنانية عدد من المؤلفين الموسيقيين العالميين مثل فويتشيك تشيبيل، ووليد غلمية، ووليد مسلّم، وميشال خيرالله، وغيرهم.

## المهرجانات
عزفت الأوركسترا السيمفونية الوطنية اللبنانية بمصاحبة جوقة غرفة براغ موسيقى الأم ستابات للمؤلف الموسيقي الإيطالي الشهير جواكينو روسيني، كما شاركت الفرقة في العديد من المهرجانات مثل مهرجان البستان الشتوي الذي أقيم في بيت مري، ومهرجان صور الدولي ومهرجان بعلبك الدولي، ومهرجان بيت الدين.